# Музей деревини
Музей деревини (яп. 兵庫県立木の殿堂) — музей у м. Камі, префектура Хьоґо, Японія. Музей, що розташований у гірській зоні Міката-ган префектури Хього, представляє різні культури поводженням з деревом у всьому світі.
Музей створений, щоб відсвяткувати Національний фестиваль дерева, який проводиться щороку після того, як імператор заснував його після знищення лісів у країні під час Другої світової війни.
Будівля музею збудована у 1993–1994 роках за проектом японського архітектора Тадао Андо (нар. 1941); дата проекту 1991–1993. Андо звів міцну споруду із дерева на схилі гори. Будівля музею складається головним чином з круглого у плані об'єму діаметром 46 м з висотою стелі 16 м, яка зайнята великою кількістю опор і поперечин із клеєної деревини. У центрі об'єму розташований круглий басейн просто неба. Таким чином, небо і вода виявилися замкнутими у круглому просторі з дерева.
Характеристики будівлі:
- Загальна площа ділянки: 168 310 м².
- Площа поверхні, зайнята будівлею: 1 950 м².
- Загальна площа забудованої ділянки: 2 700 м².
- Виставковий простір: 1200 м².
- Будівельні матеріали: залізобетон, кедрове дерево.